# 高島郁夫
高島 郁夫（たかしまふみお、1956年 - ）は、日本の実業家、元Francfranc代表取締役社長。

## 来歴
福井県出身。1979年に関西大学経済学部を卒業後、家具屋メーカーのマルイチセーリングに就職。1990年、新規事業として株式会社バルスを設立。1992年、天王洲に「Francfranc」の1号店を開店した。1996年に独立する。

## 著書
- 『遊ばない社員はいらない』（ダイヤモンド社）
- 『フランフランを経営しながら考えたこと』（ダイヤモンド社）